# Marcel Breuer
Pour les articles homonymes, voir Breuer (homonymie).
 (mars 2025).
Si vous disposez d'ouvrages ou d'articles de référence ou si vous connaissez des sites web de qualité traitant du thème abordé ici, merci de compléter l'article en donnant les références utiles à sa vérifiabilité et en les liant à la section « Notes et références ».
En pratique : Quelles sources sont attendues ? Comment ajouter mes sources ?
Marcel Lajos Breuer, né le 21 mai 1902 à Pécs (Hongrie) et mort le 1er juillet 1981 à New York, est un architecte et designer de mobilier qui fut un moderniste influent. L’un des pères du modernisme, Breuer eut un grand intérêt pour les constructions modulables et les formes simples.

## Biographie

### Période Bauhaus

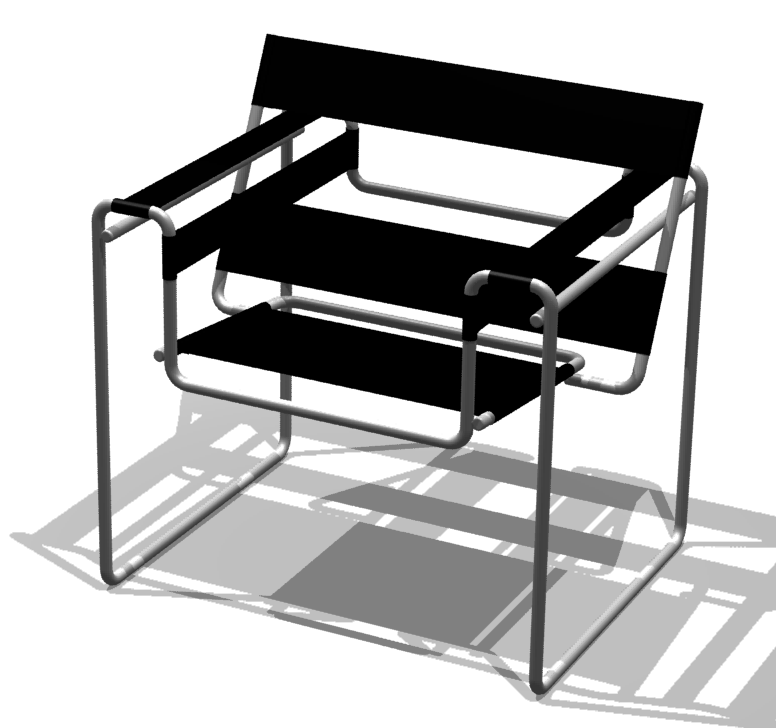
Chaise B3 créée par Marcel Breuer.

Breuer est élève au Bauhaus de Weimar en Allemagne. Après avoir passé un an à Paris dans un cabinet d’architecte, il revient au Bauhaus de Dessau, cette fois en tant que professeur, combinant l’art et la technologie, pour finalement finir directeur de l’atelier de charpenterie. Pendant la période Bauhaus, il crée la « chaise B3 » plus connue sous le nom de Wassily Chair, la première chaise en tubes d’acier pliés créée en 1925 pour Vassily Kandinsky, inspirée en partie par un guidon de vélo. Encore en production, la chaise peut être assemblée et démontée plus facilement avec des outils pour vélo. Par la suite, il exerce à Berlin, où il crée des maisons et des espaces commerciaux, ainsi que de nombreux meubles tubulaires en métal, encore produits aujourd’hui[réf. nécessaire].

### Exil
En 1935, en raison de la montée au pouvoir du parti Nazi en Allemagne et pour échapper à la persécution des personnes d’origine juive, Breuer s’installe à Londres où il est engagé par Jack Pritchard dans l’entreprise Isokon, l’une des premières manufactures qui introduisit le design moderne au Royaume-Uni. Breuer crée sa chaise longue et expérimente le contreplaqué moulé. Finalement, Breuer émigre aux États-Unis en 1937. Il enseigne à l’école d'architecture de l'université Harvard où il travaille notamment avec Philip Johnson et Paul Rudolph, plus tard, célèbres architectes américains. Il travaille aussi avec Walter Gropius, ancien collègue du Bauhaus, sur la création de plusieurs maisons des environs de Boston.
Breuer dissout son partenariat avec Gropius en mai 1941 et établit sa propre entreprise à New York où il réalise des maisons et des villas. La « Geller House I » réalisée en 1945 à Long Island, est la première à intégrer le concept de Breuer, soit la maison « binucléaire », qui sépare l’aile des chambres et celle du living / cuisine, séparé par un hall d’entrée, et avec un toit « papillon » (deux toits opposés inclinés vers le milieu, drainés centralement). Une maison de démonstration mise en place dans le jardin du MoMA, en 1949 crée un nouvel intérêt dans le travail des architectes.

### Retour en Europe
En 1953, Breuer est chargé, avec ses confrères Bernard Zehrfuss et Pier Luigi Nervi, de réaliser le siège de l’UNESCO à Paris. Cela marque un tournant dans sa carrière avec la réalisation de plus grands projets et l’adoption du béton comme premier matériau. Il devient l’un des pratiquants du Brutalisme. Il est aussi l'architecte du Centre d'études et recherches de la société IBM à La Gaude dans les Alpes-Maritimes, construit entre 1960 et 1962, ainsi que de la station de sports d'hiver de Flaine en Haute-Savoie. En France, Marcel Breuer n'a construit qu'une seule résidence privée, la villa Sayer, située au cœur du Haras de la Huderie à 8 km de Deauville, maison qui est classée Monument historique depuis 2005.

## Héritage
Breuer fut l’un des plus grands représentants du modernisme, en témoignent ses travaux devenus icônes telle Wassily Chair qui allie esthétique et productivité.

## Réalisations
- chaise Wassily ;
- 1955-1957 : magasin De Bijenkorf à Rotterdam, avec Abraham Elzas ;
- 1958 : maison de l'UNESCO à Paris, avec Bernard Zehrfuss et Pier-Luigi Nervi;
- 1964-1966 : Whitney Museum of American Art à New York avec Hamilton P. Smith[3] ;
- 1966-1968 : hôtel le Flaine et l’immeuble Bételgeuse en Haute-Savoie[4] ;
- 1968-1971 : cité des Hauts de Sainte-Croix, dite Cité Breuer à Bayonne.

## Galerie

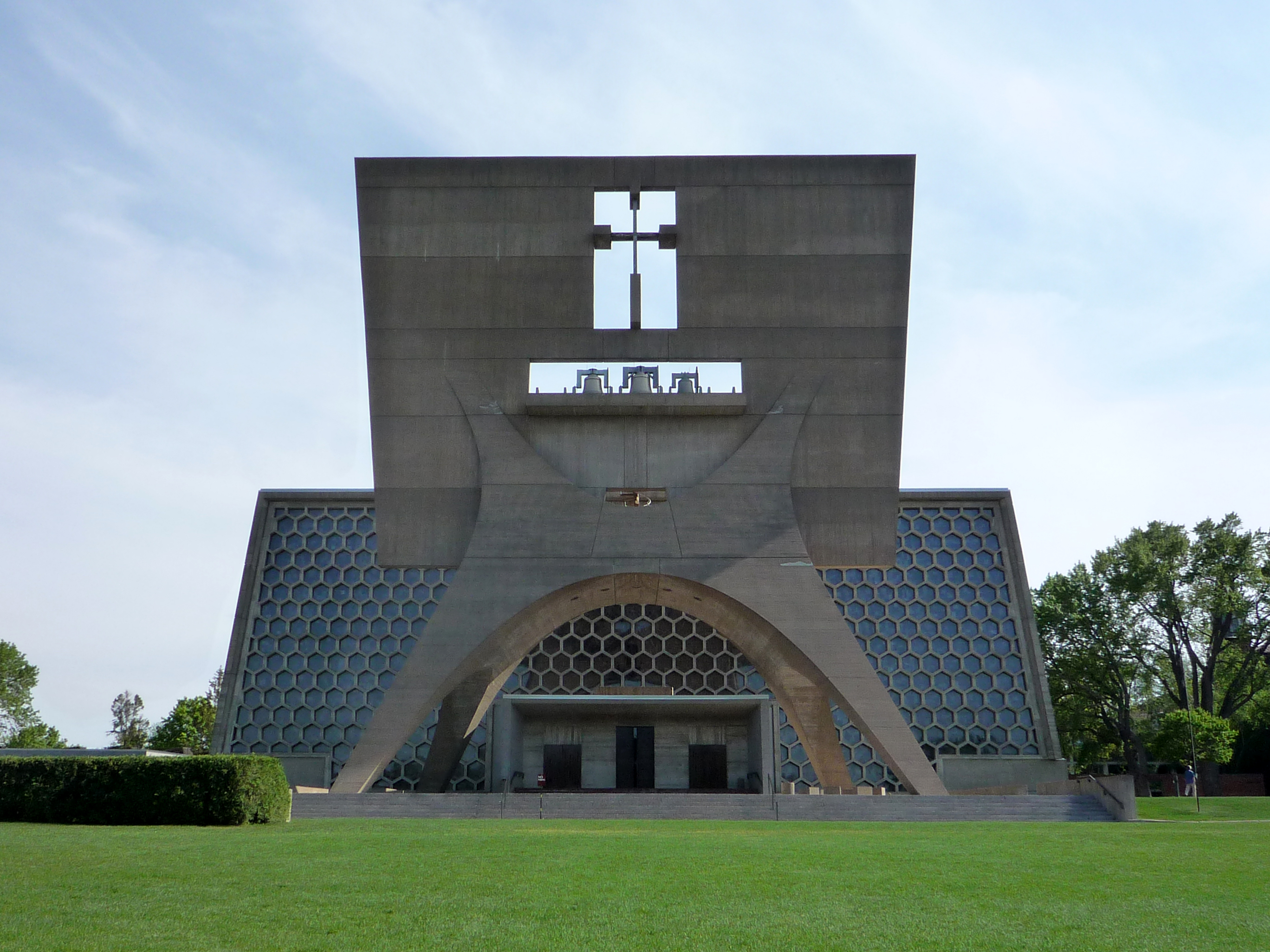
Église de l'Abbaye de Collegeville.
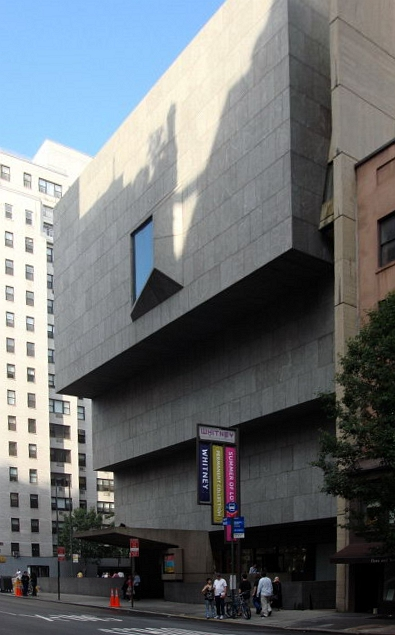
Le Met Breuer, New York.
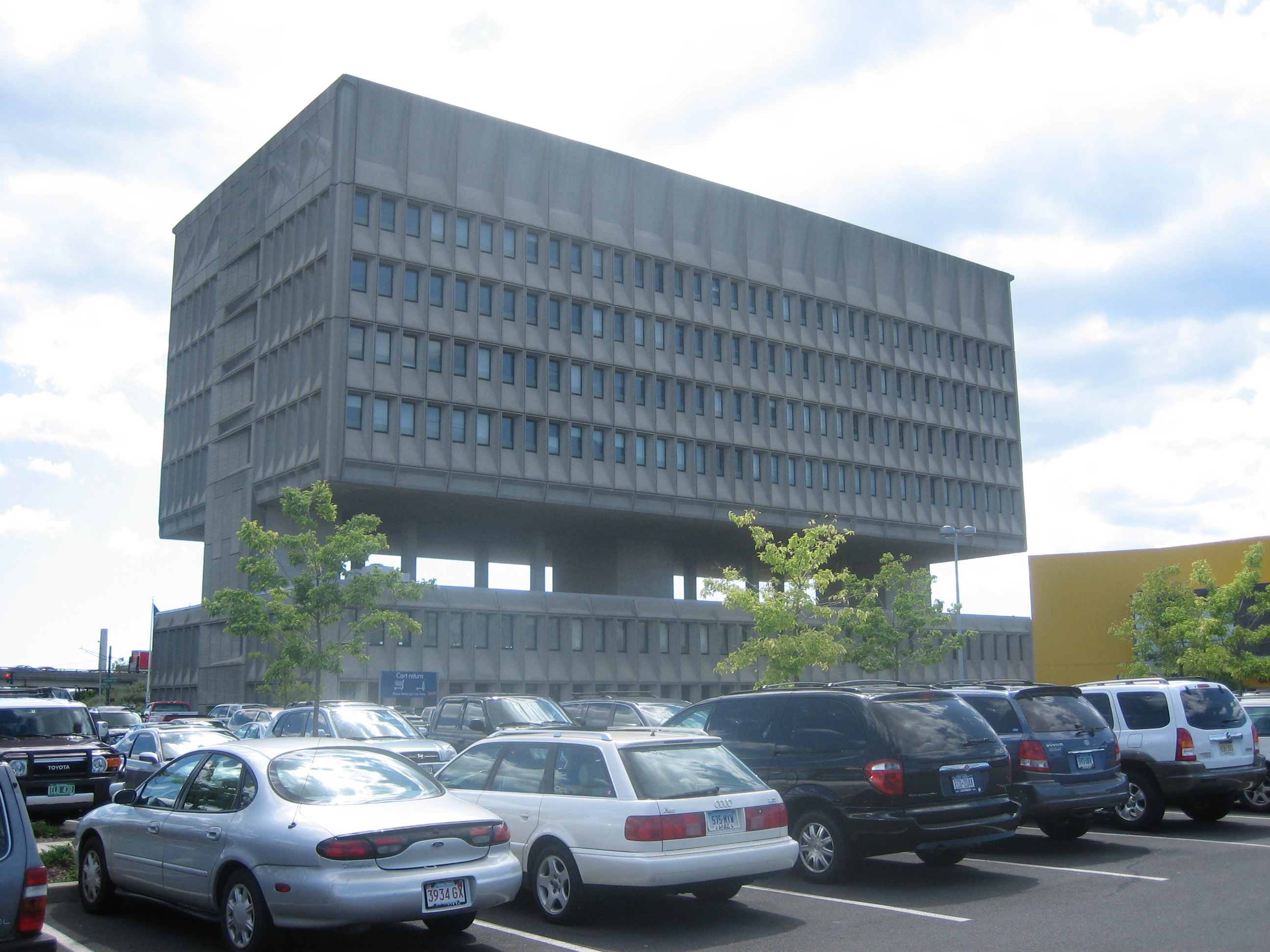
Pirelli Tire Building, New Haven, Connecticut.

## Expositions
- 2013 : « Marcel Breuer (1902-1981) Design & architecture » à la Cité de l'architecture et du patrimoine à Paris (France)
- 2013 : « Sun and Shadow » à la Villa Noailles à Hyères dans le département du Var (France)